# NBA Most Valuable Player Award
Der NBA Most Valuable Player Award ist eine Auszeichnung der National Basketball Association (NBA) für den wertvollsten Spieler (engl. Most Valuable Player, kurz MVP) der Liga in der regulären Saison. Die Auszeichnung besitzt das größte Renommee innerhalb der NBA und führt nahezu zwangsläufig zu einer Wahl in die Naismith Memorial Basketball Hall of Fame im ersten Wahlgang.

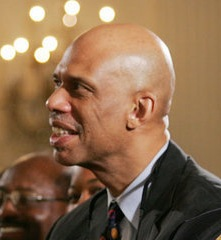
Kareem Abdul-Jabbar gewann den MVP-Award sechsmal in seiner Karriere

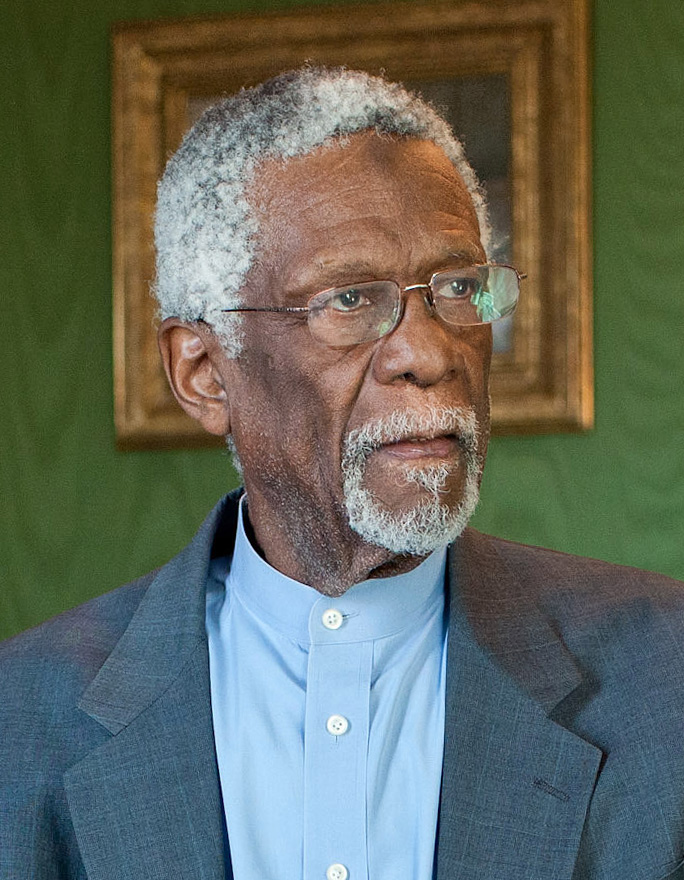
Bill Russell im grünen Zimmer vor der Verleihung der präsidialen Freiheitsmedaille

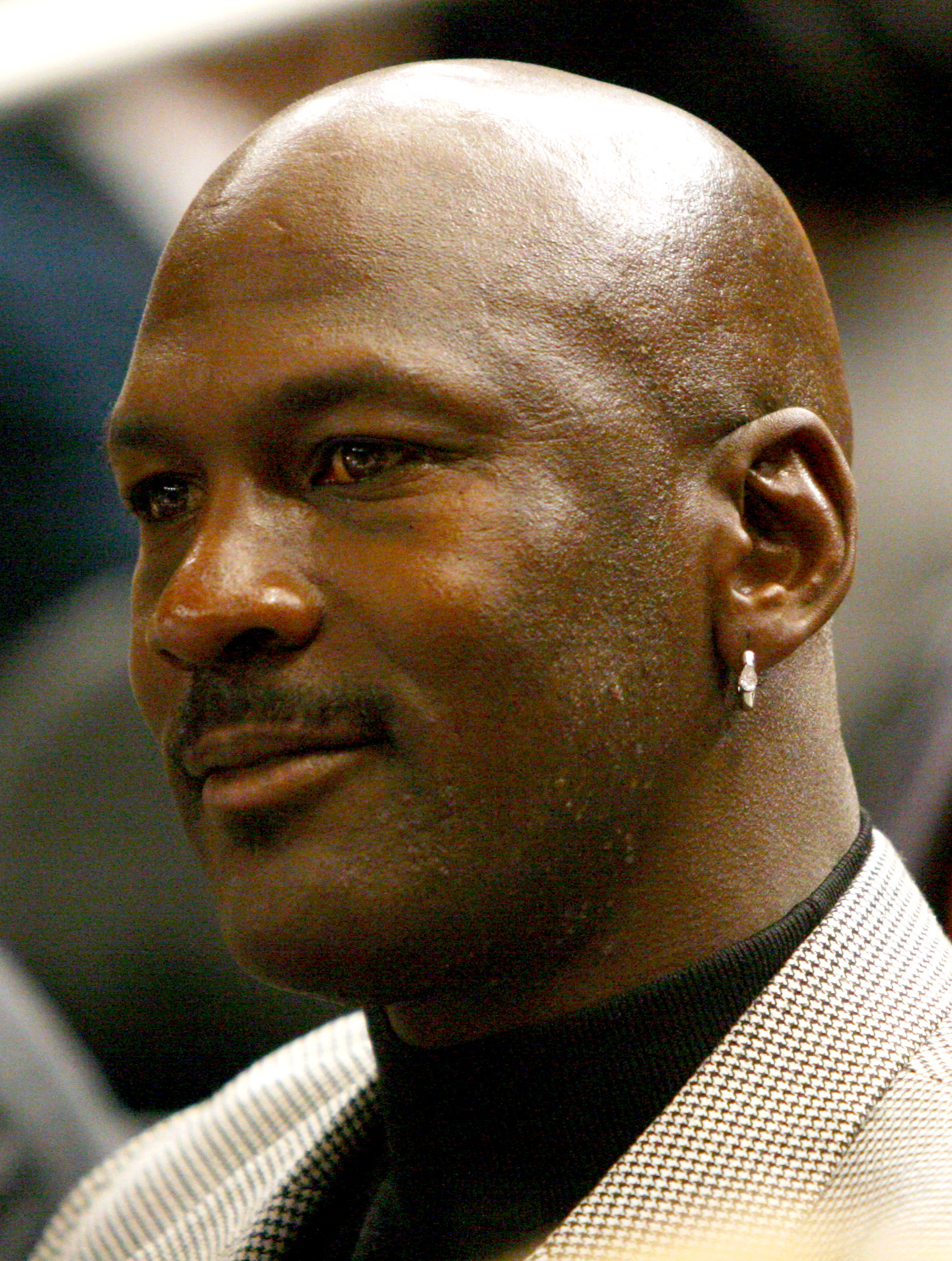
Der fünfmalige Gewinner des MVP-Awards, Michael Jordan

## Geschichte und Wahlvorgang
Der NBA Most Valuable Player Award wurde in der Saison 1955/56 eingeführt. Bis 1980 wurde der MVP von den NBA-Profis gewählt. Seit der Saison 1980/81 wird die MVP-Auszeichnung von Sportjournalisten vergeben. Die dazugehörige Trophäe war bis zur Saison 2021/22 nach Maurice Podoloff, dem ersten Liga-Präsidenten, benannt. In derselben Saison wurde eine neue, bislang namenlose, Trophäe in der Form einer Kristallkugel eingeführt. In der Saison 2022/2023 erhielt die vergebene Trophäe ein neues Design und wurde fortan The Michael Jordan Trophy genannt.
Die Wahl des MVPs wird immer am Ende der regulären Saison (Ende April) durchgeführt, so dass sie innerhalb der ersten Play-off-Runden bekanntgegeben werden kann. An der Wahl nehmen 100 Sportjournalisten teil. Jeder von ihnen besitzt fünf Stimmen, die unterschiedlich gewichtet sind. Die erste Stimme zählt zehn Punkte, die zweite sieben, die dritte fünf, die vierte drei und die fünfte Stimme einen Punkt. Der Spieler, auf den die meisten Punkte fallen, wird zum MVP erklärt.
Seit der Saison 2023/24 existiert für den Most Valuable Player Award neben Defensive Player of the Year, NBA Most Improved Player Award, die NBA-Auswahl und das All-Defensive Team eine Schwelle von 65 zu absolvierenden Spielen, um sich zu qualifizieren. Damit ein Spiel für die Qualifikation zählt, ist eine Einsatzzeit von mindestens 20 Minuten notwendig, alternativ können bei 66 Spielen auch zwei unterhalb dieser Schwelle herangezogen werden, solange die Einsatzzeit in beiden dieser Spiele über 15 Minuten lag.
Wenn ein Spieler in 62 Matches jedes Mal die 20-Minuten-Marke überschritten hat (also in 85 % aller Spiele seines Teams), sich dann für den Rest der Saison verletzt, und ein unabhängig bestellter Arzt die vermutliche Dauer der Verletzung im Sinne des Saisonendes bis mindestens zum 31. Mai bestätigt, bleibt dieser Spieler ebenfalls berechtigt, für einen der vorgenannten Preise gewählt zu werden.

## Auswirkung auf Supermax-Verträge
Eine Wahl zum MVP kann gemäß Tarifvertrag der NBA (Collective Bargaining Agreement (CBA)), ebenso wie die Wahl in die NBA-Auswahl oder zum Defensive Player of the Year, bedeutende Auswirkungen auf das Gehalt eines berechtigten Spielers haben. Es ist unter bestimmten Umständen möglich, dass sich ein Spieler durch seine Wahl für eine Designated Player Extension – einen sogenannten Supermax Deal – qualifiziert. Dadurch kann die erlaubte Gehaltsobergrenze der NBA (Salary Cap) um bis zu 5 % und damit einen substantiellen Millionenbetrag steigen.
Da seit Saison 2023/24 im mit der Spielergewerkschaft National Basketball Players Association (NBPA) vereinbarten neuen Collective Bargaining Agreement (CBA) für die wichtigsten Jahresend-Preise eine Mindestanzahl an Spielen vereinbart wurde, haben Spieler, die sich durch die drei oben genannten Preise für eine Designated Veteran Extension oder eine Rookie Scale Extension hätten qualifizieren können, bis 23:59 Uhr am Tag nach Ende der Regular Season oder innerhalb von zwei Tagen, nachdem eine Qualifikation mathematisch unmöglich geworden ist, die Möglichkeit, eine Preisberechtigungs-Beschwerde (Award Eligibility Grievance) einzulegen. Der Spieler muss dann „klar und überzeugend“ nachweisen, dass ihn sein Team mutwillig seiner Einsatzzeit beraubt hat, um seine Preisberechtigung zu untergraben. Möglich ist auch eine Anfechtung auf Grundlage außergewöhnlicher Umstände (Extraordinary Circumstances Challenge), die zwischen 12 Uhr des letzten Tages und 23:59 Uhr des Folgetages eingereicht werden muss. Ein gemeinsam von NBA und NBPA ausgewählter unabhängiger Experte müsste dann über die Rechtfertigung der im CBA nicht näher spezifizierten Umstände entscheiden.

## Preisträger
Die meisten MVP-Auszeichnungen konnten Kareem Abdul-Jabbar (sechs), Bill Russell und Michael Jordan (jeweils fünf) gewinnen. Jüngster MVP-Gewinner war Derrick Rose in der Saison 2010/11 (22 Jahre und sieben Monate), ältester Gewinner war Karl Malone in der Saison 1998/99 (35 Jahre und zehn Monate). Die knappste Entscheidung bei der Wahl zum MVP (seit 1981; Einführung des Media-Votings) gab es 1990 zwischen Magic Johnson (636 Punkte) und Charles Barkley (614), die Deutlichste im Jahr 2000 zwischen Shaquille O’Neal (1207 Punkte) und Kevin Garnett (408). Der einzige einstimmig gewählte MVP war Stephen Curry in der Saison 2015/16. Nikola Jokic ist der mit der niedrigsten Draft-Position aller Zeiten zum wertvollsten Spieler wurde, denn er war an 41. Stelle in der NBA-Draft 2014 ausgewählt worden.
Die wenigen nicht aus den USA stammenden Gewinner der MVP-Auszeichnung sind Hakeem Olajuwon (1994, Nigeria), Steve Nash (2005 und 2006, Kanada), Dirk Nowitzki (2007, Deutschland), Giannis Antetokounmpo (2019 und 2020, Griechenland), Nikola Jokić (2021, 2022 und 2024, Serbien), Joel Embiid (2023, Kamerun) und Shai Gilgeous-Alexander (2025, Kanada)
| Markiert Spieler, die in der Saison 2023/24 in der NBA aktiv waren |

| Saison  | Gewinner, Team                          | Zweitplatzierter, Team                   | Drittplatzierter, Team               |
| ------- | --------------------------------------- | ---------------------------------------- | ------------------------------------ |
| 1955/56 | Bob Pettit, Saint Louis Hawks           | Paul Arizin, Philadelphia Warriors       | Bob Cousy, Boston Celtics            |
| 1956/57 | Bob Cousy, Boston Celtics               | Bob Pettit, Saint Louis Hawks            | Paul Arizin, Philadelphia Warriors   |
| 1957/58 | Bill Russell, Boston Celtics            | Dolph Schayes, Syracuse Nationals        | George Yardley, Detroit Pistons      |
| 1958/59 | Bob Pettit, Saint Louis Hawks           | Bill Russell, Boston Celtics             | Elgin Baylor, Minneapolis Lakers     |
| 1959/60 | Wilt Chamberlain, Philadelphia Warriors | Bill Russell, Boston Celtics             | Bob Pettit, Saint Louis Hawks        |
| 1960/61 | Bill Russell, Boston Celtics            | Bob Pettit, Saint Louis Hawks            | Elgin Baylor, Los Angeles Lakers     |
| 1961/62 | Bill Russell, Boston Celtics            | Wilt Chamberlain, Philadelphia Warriors  | Oscar Robertson, Cincinnati Royals   |
| 1962/63 | Bill Russell, Boston Celtics            | Elgin Baylor, Los Angeles Lakers         | Oscar Robertson, Cincinnati Royals   |
| 1963/64 | Oscar Robertson, Cincinnati Royals      | Wilt Chamberlain, San Francisco Warriors | Bill Russell, Boston Celtics         |
| 1964/65 | Bill Russell, Boston Celtics            | Oscar Robertson, Cincinnati Royals       | Jerry West, Los Angeles Lakers       |
| 1965/66 | Wilt Chamberlain, Philadelphia 76ers    | Jerry West, Los Angeles Lakers           | Oscar Robertson, Cincinnati Royals   |
| 1966/67 | Wilt Chamberlain, Philadelphia 76ers    | Nate Thurmond, San Francisco Warriors    | Bill Russell, Boston Celtics         |
| 1967/68 | Wilt Chamberlain, Philadelphia 76ers    | Lenny Wilkens, Saint Louis Hawks         | Elgin Baylor, Los Angeles Lakers     |
| 1968/69 | Wes Unseld, Baltimore Bullets           | Willis Reed, New York Knicks             | Billy Cunningham, Philadelphia 76ers |
| 1969/70 | Willis Reed, New York Knicks            | Jerry West, Los Angeles Lakers           | Kareem Abdul-Jabbar, Milwaukee Bucks |
| 1970/71 | Kareem Abdul-Jabbar, Milwaukee Bucks    | Jerry West, Los Angeles Lakers           | Dave Bing, Detroit Pistons           |
| 1971/72 | Kareem Abdul-Jabbar, Milwaukee Bucks    | Jerry West, Los Angeles Lakers           | Wilt Chamberlain, Los Angeles Lakers |
| 1972/73 | Dave Cowens, Boston Celtics             | Kareem Abdul-Jabbar, Milwaukee Bucks     | Tiny Archibald, Kansas City Kings    |
| 1973/74 | Kareem Abdul-Jabbar, Milwaukee Bucks    | Bob McAdoo, Buffalo Braves               | Bob Lanier, Detroit Pistons          |
| 1974/75 | Bob McAdoo, Buffalo Braves              | Dave Cowens, Boston Celtics              | Elvin Hayes, Washington Bullets      |
| 1975/76 | Kareem Abdul-Jabbar, Los Angeles Lakers | Bob McAdoo, Buffalo Braves               | Dave Cowens, Boston Celtics          |
| 1976/77 | Kareem Abdul-Jabbar, Los Angeles Lakers | Bill Walton, Portland Trail Blazers      | Pete Maravich, New Orleans Jazz      |
| 1977/78 | Bill Walton, Portland Trail Blazers     | George Gervin, San Antonio Spurs         | David Thompson, Denver Nuggets       |
| 1978/79 | Moses Malone, Houston Rockets           | George Gervin, San Antonio Spurs         | Elvin Hayes, Washington Bullets      |
| 1979/80 | Kareem Abdul-Jabbar, Los Angeles Lakers | Julius Erving, Philadelphia 76ers        | George Gervin, San Antonio Spurs     |

| Saison  | Gewinner, Team                                 | Zweitplatzierter, Team                         | Drittplatzierter, Team                  |
| ------- | ---------------------------------------------- | ---------------------------------------------- | --------------------------------------- |
| 1980/81 | Julius Erving, Philadelphia 76ers              | Larry Bird, Boston Celtics                     | Kareem Abdul-Jabbar, Los Angeles Lakers |
| 1981/82 | Moses Malone, Houston Rockets                  | Larry Bird, Boston Celtics                     | Julius Erving, Philadelphia 76ers       |
| 1982/83 | Moses Malone, Philadelphia 76ers               | Larry Bird, Boston Celtics                     | Magic Johnson, Los Angeles Lakers       |
| 1983/84 | Larry Bird, Boston Celtics                     | Bernard King, New York Knicks                  | Magic Johnson, Los Angeles Lakers       |
| 1984/85 | Larry Bird, Boston Celtics                     | Magic Johnson, Los Angeles Lakers              | Moses Malone, Philadelphia 76ers        |
| 1985/86 | Larry Bird, Boston Celtics                     | Dominique Wilkins, Atlanta Hawks               | Magic Johnson, Los Angeles Lakers       |
| 1986/87 | Magic Johnson, Los Angeles Lakers              | Michael Jordan, Chicago Bulls                  | Larry Bird, Boston Celtics              |
| 1987/88 | Michael Jordan, Chicago Bulls                  | Larry Bird, Boston Celtics                     | Magic Johnson, Los Angeles Lakers       |
| 1988/89 | Magic Johnson, Los Angeles Lakers              | Michael Jordan, Chicago Bulls                  | Karl Malone, Utah Jazz                  |
| 1989/90 | Magic Johnson, Los Angeles Lakers              | Charles Barkley, Philadelphia 76ers            | Michael Jordan, Chicago Bulls           |
| 1990/91 | Michael Jordan, Chicago Bulls                  | Magic Johnson, Los Angeles Lakers              | David Robinson, San Antonio Spurs       |
| 1991/92 | Michael Jordan, Chicago Bulls                  | Clyde Drexler, Portland Trail Blazers          | David Robinson, San Antonio Spurs       |
| 1992/93 | Charles Barkley, Phoenix Suns                  | Hakeem Olajuwon, Houston Rockets               | Michael Jordan, Chicago Bulls           |
| 1993/94 | Hakeem Olajuwon, Houston Rockets               | David Robinson, San Antonio Spurs              | Scottie Pippen, Chicago Bulls           |
| 1994/95 | David Robinson, San Antonio Spurs              | Shaquille O’Neal, Orlando Magic                | Karl Malone, Utah Jazz                  |
| 1995/96 | Michael Jordan, Chicago Bulls                  | David Robinson, San Antonio Spurs              | Penny Hardaway, Orlando Magic           |
| 1996/97 | Karl Malone, Utah Jazz                         | Michael Jordan, Chicago Bulls                  | Grant Hill, Detroit Pistons             |
| 1997/98 | Michael Jordan, Chicago Bulls                  | Karl Malone, Utah Jazz                         | Gary Payton, Seattle SuperSonics        |
| 1998/99 | Karl Malone, Utah Jazz                         | Alonzo Mourning, Miami Heat                    | Tim Duncan, San Antonio Spurs           |
| 1999/00 | Shaquille O’Neal, Los Angeles Lakers           | Kevin Garnett, Minnesota Timberwolves          | Alonzo Mourning, Miami Heat             |
| 2000/01 | Allen Iverson, Philadelphia 76ers              | Tim Duncan, San Antonio Spurs                  | Shaquille O’Neal, Los Angeles Lakers    |
| 2001/02 | Tim Duncan, San Antonio Spurs                  | Jason Kidd, New Jersey Nets                    | Shaquille O’Neal, Los Angeles Lakers    |
| 2002/03 | Tim Duncan, San Antonio Spurs                  | Kevin Garnett, Minnesota Timberwolves          | Kobe Bryant, Los Angeles Lakers         |
| 2003/04 | Kevin Garnett, Minnesota Timberwolves          | Tim Duncan, San Antonio Spurs                  | Jermaine O’Neal, Indiana Pacers         |
| 2004/05 | Steve Nash, Phoenix Suns                       | Shaquille O’Neal, Miami Heat                   | Dirk Nowitzki, Dallas Mavericks         |
| 2005/06 | Steve Nash, Phoenix Suns                       | LeBron James, Cleveland Cavaliers              | Dirk Nowitzki, Dallas Mavericks         |
| 2006/07 | Dirk Nowitzki, Dallas Mavericks                | Steve Nash, Phoenix Suns                       | Kobe Bryant, Los Angeles Lakers         |
| 2007/08 | Kobe Bryant, Los Angeles Lakers                | Chris Paul, New Orleans Hornets                | Kevin Garnett, Boston Celtics           |
| 2008/09 | LeBron James, Cleveland Cavaliers              | Kobe Bryant, Los Angeles Lakers                | Dwyane Wade, Miami Heat                 |
| 2009/10 | LeBron James, Cleveland Cavaliers              | Kevin Durant, Oklahoma City Thunder            | Kobe Bryant, Los Angeles Lakers         |
| 2010/11 | Derrick Rose, Chicago Bulls                    | Dwight Howard, Orlando Magic                   | LeBron James, Miami Heat                |
| 2011/12 | LeBron James, Miami Heat                       | Kevin Durant, Oklahoma City Thunder            | Chris Paul, Los Angeles Clippers        |
| 2012/13 | LeBron James, Miami Heat                       | Kevin Durant, Oklahoma City Thunder            | Carmelo Anthony, New York Knicks        |
| 2013/14 | Kevin Durant, Oklahoma City Thunder            | LeBron James, Miami Heat                       | Blake Griffin, Los Angeles Clippers     |
| 2014/15 | Stephen Curry, Golden State Warriors           | James Harden, Houston Rockets                  | LeBron James, Cleveland Cavaliers       |
| 2015/16 | Stephen Curry, Golden State Warriors           | Kawhi Leonard, San Antonio Spurs               | LeBron James, Cleveland Cavaliers       |
| 2016/17 | Russell Westbrook, Oklahoma City Thunder       | James Harden, Houston Rockets                  | Kawhi Leonard, San Antonio Spurs        |
| 2017/18 | James Harden, Houston Rockets                  | LeBron James, Cleveland Cavaliers              | Anthony Davis, New Orleans Pelicans     |
| 2018/19 | Giannis Antetokounmpo, Milwaukee Bucks         | James Harden, Houston Rockets                  | Paul George, Oklahoma City Thunder      |
| 2019/20 | Giannis Antetokounmpo, Milwaukee Bucks         | LeBron James, Los Angeles Lakers               | James Harden, Houston Rockets           |
| 2020/21 | Nikola Jokić, Denver Nuggets                   | Joel Embiid, Philadelphia 76ers                | Stephen Curry, Golden State Warriors    |
| 2021/22 | Nikola Jokić, Denver Nuggets                   | Joel Embiid, Philadelphia 76ers                | Giannis Antetokounmpo, Milwaukee Bucks  |
| 2022/23 | Joel Embiid, Philadelphia 76ers                | Nikola Jokić, Denver Nuggets                   | Giannis Antetokounmpo, Milwaukee Bucks  |
| 2023/24 | Nikola Jokić, Denver Nuggets                   | Shai Gilgeous-Alexander, Oklahoma City Thunder | Luka Dončić, Dallas Mavericks           |
| 2024/25 | Shai Gilgeous-Alexander, Oklahoma City Thunder | Nikola Jokić, Denver Nuggets                   | Giannis Antetokounmpo, Milwaukee Bucks  |

## Ranglisten

### Spieler
- Platz: Nennt die Platzierung des Spielers (nur Spieler mit mindestens zwei Auszeichnungen) innerhalb dieser Rangliste. Diese wird durch die Anzahl der Titel bestimmt.
- Name: Nennt den Namen des Spielers.
- Teams: Nennt den Namen des Teams.
- Anzahl: Nennt die Anzahl der errungenen Auszeichnungen.
- Jahre: Nennt die Spielzeiten, in denen der Spieler ausgezeichnet wurde.

| Platz | Name                  | Teams                                              | Anzahl | Jahre                              |
| ----- | --------------------- | -------------------------------------------------- | ------ | ---------------------------------- |
| 1.    | Kareem Abdul-Jabbar   | Milwaukee Bucks (3) / Los Angeles Lakers (3)       | 6      | 1971, 1972, 1974, 1976, 1977, 1980 |
| 2.    | Bill Russell          | Boston Celtics                                     | 5      | 1958, 1961, 1962, 1963, 1965       |
| 2.    | Michael Jordan        | Chicago Bulls                                      | 5      | 1988, 1991, 1992, 1996, 1998       |
| 4.    | Wilt Chamberlain      | Philadelphia Warriors (1) / Philadelphia 76ers (3) | 4      | 1960, 1966, 1967, 1968             |
| 4.    | LeBron James          | Cleveland Cavaliers (2) / Miami Heat (2)           | 4      | 2009, 2010, 2012, 2013             |
| 6.    | Moses Malone          | Houston Rockets (2) / Philadelphia 76ers (1)       | 3      | 1979, 1982, 1983                   |
| 6.    | Larry Bird            | Boston Celtics                                     | 3      | 1984, 1985, 1986                   |
| 6.    | Magic Johnson         | Los Angeles Lakers                                 | 3      | 1987, 1989, 1990                   |
| 6.    | Nikola Jokić          | Denver Nuggets                                     | 3      | 2021, 2022, 2024                   |
| 10.   | Bob Pettit            | St. Louis Hawks                                    | 2      | 1956, 1959                         |
| 10.   | Karl Malone           | Utah Jazz                                          | 2      | 1997, 1999                         |
| 10.   | Tim Duncan            | San Antonio Spurs                                  | 2      | 2002, 2003                         |
| 10.   | Steve Nash            | Phoenix Suns                                       | 2      | 2005, 2006                         |
| 10.   | Stephen Curry         | Golden State Warriors                              | 2      | 2015, 2016                         |
| 10.   | Giannis Antetokounmpo | Milwaukee Bucks                                    | 2      | 2019, 2020                         |

### Teams
- Platz: Nennt die Platzierung des Teams innerhalb dieser Rangliste. Diese wird durch die Anzahl der Titel bestimmt. Bei gleicher Anzahl von Titeln wird alphabetisch sortiert.
- Name: Nennt den Namen des Teams.
- Anzahl: Nennt die Anzahl der durch Spieler dieses Teams errungenen Auszeichnungen.
- Jahre: Nennt die Spielzeiten, in denen ein Spieler des Teams ausgezeichnet wurde.

| Platz | Name                                                | Anzahl | Jahre                                                      |
| ----- | --------------------------------------------------- | ------ | ---------------------------------------------------------- |
| 1.    | Boston Celtics                                      | 10     | 1957, 1958, 1961, 1962, 1963, 1965, 1973, 1984, 1985, 1986 |
| 2.    | Los Angeles Lakers                                  | 8      | 1976, 1977, 1980, 1987, 1989, 1990, 2000, 2008             |
| 3.    | Philadelphia 76ers                                  | 7      | 1966, 1967, 1968, 1981, 1983, 2001, 2023                   |
| 4.    | Chicago Bulls                                       | 6      | 1988, 1991, 1992, 1996, 1998, 2011                         |
| 5.    | Milwaukee Bucks                                     | 5      | 1971, 1972, 1974, 2019, 2020                               |
| 6.    | Houston Rockets                                     | 4      | 1979, 1982, 1994, 2018                                     |
| 7.    | Golden State Warriors (inkl. Philadelphia Warriors) | 3      | 1960, 2015, 2016                                           |
| 7.    | Phoenix Suns                                        | 3      | 1993, 2005, 2006                                           |
| 7.    | San Antonio Spurs                                   | 3      | 1995, 2002, 2003                                           |
| 7.    | Denver Nuggets                                      | 3      | 2021, 2022, 2024                                           |
| 7.    | Oklahoma City Thunder                               | 3      | 2014, 2017, 2025                                           |
| 11.   | Cleveland Cavaliers                                 | 2      | 2009, 2010                                                 |
| 11.   | Miami Heat                                          | 2      | 2012, 2013                                                 |
| 11.   | St. Louis Hawks                                     | 2      | 1956, 1959                                                 |
| 11.   | Utah Jazz                                           | 2      | 1997, 1999                                                 |
| 16.   | Baltimore Bullets                                   | 1      | 1969                                                       |
| 16.   | Buffalo Braves                                      | 1      | 1975                                                       |
| 16.   | Cincinnati Royals                                   | 1      | 1964                                                       |
| 16.   | Dallas Mavericks                                    | 1      | 2007                                                       |
| 16.   | Minnesota Timberwolves                              | 1      | 2004                                                       |
| 16.   | New York Knicks                                     | 1      | 1970                                                       |
| 16.   | Portland Trail Blazers                              | 1      | 1978                                                       |